# Gefecht bei Korbach
Hastenbeck – Krefeld – Sandershausen – Mehr – Lutterberg 1758 – Bergen – Minden – Gohfeld – Fulda – Korbach – Emsdorf – Warburg – Rhadern – Kloster Kampen – Langensalza – Saalfeld – Vellinghausen – Arnsberg – Wilhelmsthal – Lutterberg 1762 – Brücker Mühle
Das Gefecht bei Korbach war eine Episode des Siebenjährigen Krieges. Es fand am 10. Juli 1760 östlich der waldeckischen Stadt Korbach statt. Befehlshaber waren auf französischer Seite der Maréchal de France Victor-François de Broglie und auf Seiten der Alliierten General Karl Wilhelm Ferdinand von Braunschweig-Wolfenbüttel. Es endete mit einem Sieg der Franzosen.

## Ausgangslage
Die Masse der französischen Truppen des Duc de Broglie stand in Frankenberg etwa 30 Kilometer südlich von Korbach, während sich die Truppen des Herzogs von Braunschweig in Sachsenhausen, etwa 12 Kilometer östlich von Korbach, befanden.
Am 4. Juli beorderte de Broglie den Comte de Saint-Germain, der zu diesem Zeitpunkt mit der „Armée du Bas-Rhin“ in Dortmund lag, nach Korbach, um sich dort mit der französischen Hauptarmee zu vereinigen.
Als der Herzog von Braunschweig am 8. Juli von diesem Manöver erfuhr, kommandierte er den Erbprinzen Karl Wilhelm Ferdinand von Braunschweig-Wolfenbüttel mit der Vorhut seiner Armee (ein gemischter Verband, hauptsächlich bestehend aus Briten, Hannoveranern und Hessen) mit der Absicht, das Vorhaben der Franzosen zu verhindern, nach Korbach. Später begab sich Herzog Ferdinand mit dem Rest seiner Armee, kommandiert von Lord Granby, nach Sachsenhausen.
Korbach wurde am 9. Juli von den Truppen des Generals Nicolas Luckner, Kommandeur der kurhannoverschen leichten Kavallerie, besetzt. Am gleichen Tag marschierte Général Clausen auf Korbach zu, um die Aktivitäten der Alliierten aufzuklären, und traf dabei auf das Korps von Luckner. Broglie sandte daraufhin den Comte de Rooth mit einer Brigade Infanterie und den Marquis de Poyanne mit dem Régiment des carabiniers de Monsieur, um Clausen zu unterstützen, wofür aber die Zeit bis zum Einbruch der Nacht unter normalen Umständen nicht mehr ausreichte. Broglie befahl daraufhin Saint-Germain, die Marschgeschwindigkeit zu erhöhen. Clausen nahm eine Position im Wald nördlich von Korbach ein, gleichzeitig erschien de Broglie an der Spitze von sechs Brigaden Infanterie. Karl von Braunschweig-Wolfenbüttel, inzwischen mit dem Korps von General Georg Ludwig von Kielmansegg vereinigt, erschien auf den Höhen bei Korbach gegen neun Uhr am Morgen des 10. Juli, während sich die Hauptarmee noch bei Sachsenhausen formierte. Da er glaubte, es nur mit dem Korps von Saint-Germain zu tun zu haben, beschloss er, unverzüglich anzugreifen, ohne auf das Gros seiner Armee zu warten.

## Das Gefecht
Saint-Germain stationierte vier Bataillone Infanterie in Korbach, aus dem sich Luckner inzwischen zurückgezogen hatte. Der Rest seines Korps aus Infanterie, Kavallerie und Artillerie stellte er im Osten und Norden von Korbach in der Nähe des Waldes von Berndorf auf. Die Kampfhandlungen begannen um 9 Uhr und wurden von der leichten Kavallerie beider Lager eröffnet. Karl von Braunschweig-Wolfenbüttel stellte seine Truppen in Schlachtordnung auf und begann unverzüglich mit dem Artillerieangriff. Die Franzosen ließen ihre rechte Flanke offen, um dort die Verstärkungen, aus Frankenberg kommend, einzugliedern. Heftiges Artillerie- und Gewehrfeuer dauerte den ganzen Tag über an. Die Alliierten feuerten verstärkt auf den Hügel vor Korbach und den Wald von Berndorf, konnten die Franzosen jedoch nicht vertreiben. Kurz darauf trafen als Verstärkungen unter anderem das Royal-Suédois und das Régiment de Castellas ein. Das ebenfalls hinzukommende Regiment de Navarre und das Regiment du Roi wurden auf den linken Flügel kommandiert, wo das Regiment d’Auvergne und das Regiment d’Orléans in Reserve lagen. Eine Artilleriestellung mit 24 Kanonen wurde gegenüber der feindlichen Artillerie positioniert. Jetzt übernahmen die Franzosen die Initiative. „Navarre“ konnte sich durch die Einnahme einer feindlichen Batterie nach einem Bajonettangriff auszeichnen.
Nach einem offiziellen Bericht von Lord Granby an Feldmarschall Ligonier überzeugte die Ankunft der französischen Verstärkungen auf dem Schlachtfeld den Fürsten Karl von Braunschweig-Wolfenbüttel von der Notwendigkeit des Rückzuges.
Dieser Rückzug artete nach 15:00 Uhr im Chaos aus, Konfusion griff auf die deutsche Infanterie und Kavallerie über. Die Franzosen verdoppelten die Anstrengungen ihrer Artillerie und starteten einen umfangreichen Kavallerieangriff. Daraufhin setzte sich der Fürst Karl von Braunschweig-Wolfenbüttel an die Spitze der beiden britischen Kavallerieregimenter 1st King’s Dragoon Guards und 2nd Queen’s Dragoon Guards, um in einem Gegenangriff die Absetzbewegung der eigenen Truppen zu decken, konnte aber den Verlust der 18 Kanonen seiner linken Flanke nicht verhindern.

## Auswirkungen

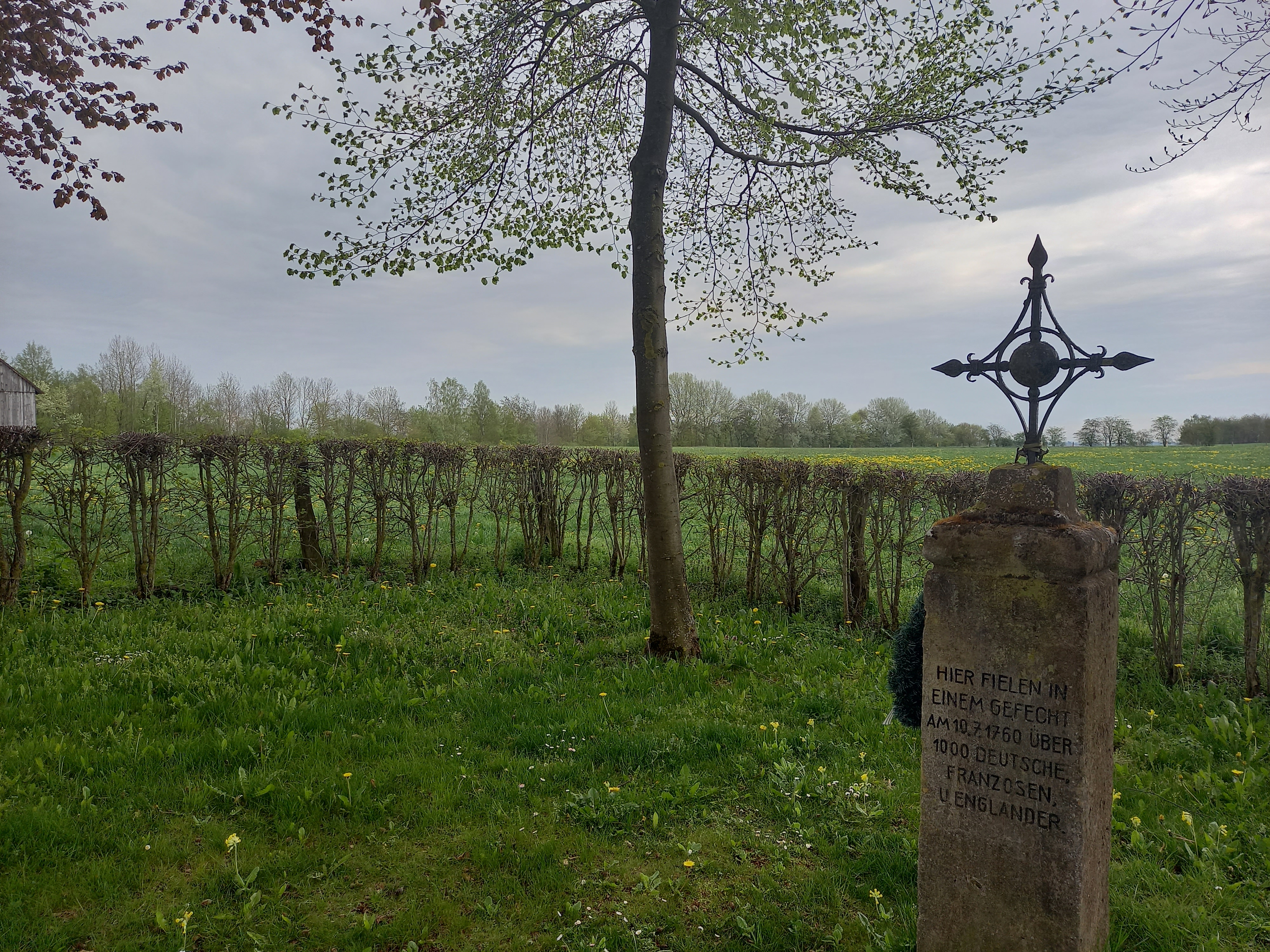
Gedenkstein zu dem Gefecht an der Stelle, an der es stattgefunden haben soll.

Korbach war die erste Schlacht des Feldzuges von 1760. Die Alliierten verloren insgesamt 824 Mann:
7 Offiziere, 8 Unteroffiziere und 163 Mannschaften waren gefallen
18 Offiziere, 21 Unteroffiziere und 428 Mannschaften waren verwundet
2 Offiziere, 2 Unteroffiziere und 175 Mannschaften wurden vermisst
An Material gingen 18 Kanonen, vier Mörser und 40 Wagen mit Munition verloren.
Karl von Braunschweig-Wolfenbüttel wurde leicht an der Schulter verwundet.
Die Franzosen verloren insgesamt 750 Mann, wobei die Regimenter „Royal-Suédois“ und „du Roi“ am stärksten betroffen waren. Dieser französische Sieg zu Beginn des Feldzuges ermöglichte es ihnen, trotz mehreren Niederlagen gegen Karl von Braunschweig-Wolfenbüttel und Ferdinand von Braunschweig-Wolfenbüttel – so im Gefecht bei Emsdorf und in der Schlacht bei Warburg – in Deutschland die Oberhand zu behalten. Nach dem taktischen französischen Sieg in der Schlacht bei Kloster Kampen schwanden die britischen Hoffnungen, trotz ihrer Erfolge in Nordamerika, den Krieg noch im gleichen Jahr unter für sie vorteilhaften Bedingungen zu beenden.
Karl Christoph Gottlieb von Gagern (1743–1825) verlor hier als Offizier des französischen Fremdenregiments „Royal Deuxponts“ ein Bein und wurde deshalb, als Kriegsversehrter, zu einem der höchsten Hofbeamten im Herzogtum Pfalz-Zweibrücken. Er war der Großvater von Heinrich von Gagern (1799–1880), Präsident der Frankfurter Nationalversammlung.